# IPadOS 15
iPadOS 15는 2021년 6월에 애플 세계 개발자 회의 (WWDC)로 발표된 iPadOS 버전이며 iPadOS 14의 후속버전이다. 2021년 9월 21일에 정식 출시되었다. iPadOS의 최신 버전은 2021년 6월 7일 iOS 15, macOS 몬테레이, watchOS 8, tvOS 15와 함께 회사의 세계 개발자 회의(WWDC)에서 발표되었다. watchOS 8, tvOS 15와 함께 2021년 9월 20일 정식출시되었다.

## 지원 기기
- 아이패드 프로 (모든 기기)
- 아이패드 (5세대)
- 아이패드 (6세대)
- 아이패드 (7세대)
- 아이패드 (8세대)
- 아이패드 (9세대)
- 아이패드 미니 (6세대)
- 아이패드 미니 (5세대)
- 아이패드 미니 4
- 아이패드 에어 (4세대)
- 아이패드 에어 (3세대)
- 아이패드 에어 2

## 기능

### FaceTime
줌과 비슷한 기능들이 추가되었다. 링크로 화상통화에 참여할 수 있고 Share Play로 화면 공유가 가능하다.

### 스위프트 플레이그라운드
스위프트 플레이그라운드를 이용하면 아이패드로 아이폰, 아이패드 앱을 쉽게 개발할 수 있다.

### 멀티태스킹
기존 제스처 위주의 Slide Over와 Split View를 새로운 메뉴를 통해 접근하도록 개선하여 사용성이 한결 편리해졌다. 또한, 중앙 윈도우 기능이 추가되어 화면을 나가지 않고도 메모, 메시지 등의 콘텐츠를 볼 수 있다.
앱 밑에 뜨는 선반을 통해 앱의 여러 창을 이동하며 전환할 수 있도록 개선되었다.
앱 전환기 내에서도 앱을 드래그하여 Split View 공간을 만들 수 있도록 개선되었다.

### 위젯
기존에는 홈 화면 왼쪽에만 위젯이 정렬되었으나, 이제 iOS와 같이 화면에 보다 자유롭게 정렬할 수 있도록 개선되었고, 위젯도 새롭게 추가되었다.

### 앱 보관함
iOS처럼 앱보관함이 추가되었다.

### 빠른 메모
안드로이드처럼 플로팅 메모 기능이 추가되어 어느 화면에서든 빠르게 메모할 수 있도록 개선되었다.
메모에 Safari 링크나 태그와 같은 요소들을 함께 기록할 수 있게 되었다.

### 메모
- 메모에 기록해둔 부분을 웹에서 표시해두면 그 화면에 기록한 부분이 하이라이트되어 표시된다.
- 메모에 태그를 추가하여 언제든지 링크 형식으로 열어볼 수 있도록 개선되었다.

### Spotlight
Spotlight에서 사진 등 더 다양한 정보를 바로 검색할 수 있게 되었다.

### 시각 자료 찾아보기
기기에 저장된 사진 또는 웹 페이지 속 이미지를 탭해 사진 속 예술 작품, 명소, 초목, 책, 반려동물 등에 대한 더욱 많은 정보를 손쉽게 확인할 수 있다.

### Safari
Safari는 iOS 15와 macOS 몬터레이처럼 재설계되었다. Safari에는 탭 그룹이 있다. 탭 그룹은 사용자가 탭을 사용자 정의 그룹으로 구성할 수 있다. 사용자는 앱 스토어에서 사파리의 타사 확장을 다운로드할 수 있다.

### 홈 화면
홈 스크린 그리드는 새 위젯을 수용하기 위해 한 행 축소되었으며 iOS 12 이전과 마찬가지로 세로 방향으로 회전한다.

### 번역
iOS와 마찬가지로 번역 기능을 사용할 수 있다.

### 저전력 모드
이제 모든 아이패드 모델에서 저전력 모드를 사용할 수 있게 한다.

## 역사

### 업데이트
iPadOS 15의 첫 번째 개발자 베타는 2021년 6월 7일에 출시되었으며, 첫 번째 공개 베타는 두 번째 개발자 베타 출시 6일 만인 2021년 6월 말에 출시되었다. 두 번째 공개 베타 버전은 2021년 7월 16일 출시되었으며, iPadOS 15는 2021년 9월 20일 공식 출시되었다. 최신 버전은 2021년 10월 25일 출시된 iPadOS 15.1이다.
| 버전        | 빌드        | 출시일           |
| ----------- | ----------- | ---------------- |
| 15.0        | 19A346      | 2021년 9월 20일  |
| 15.0.1      | 19A348      | 2021년 10월 1일  |
| 15.0.2      | 19A404      | 2021년 10월 11일 |
| 15.1        | 19B74 19B75 | 2021년 10월 25일 |
| 15.2        | 19C56       | 2021년 12월 13일 |
| 15.2.1      | 19C63       | 2022년 1월 12일  |
| 15.3        | 19D50       | 2022년 1월 26일  |
| 15.3.1      | 19D52       | 2022년 2월 10일  |
| 15.4        | 19E241      | 2022년 3월 14일  |
| 15.4.1      | 19E258      | 2022년 3월 31일  |
| 15.5        | 19F77       | 2022년 5월 16일  |
| 15.6 베타 2 | 19G5037d    | 2022년 5월 31일  |

  구버전  최신버전  베타

## 같이 보기
- MacOS 몬터레이
- IOS 15